# Campton (Nuevo Hampshire)
Campton es un pueblo ubicado en el condado de Grafton en el estado estadounidense de Nuevo Hampshire. En el Censo de 2010 tenía una población de 3.333 habitantes y una densidad poblacional de 24,49 personas por km².

## Geografía
Campton se encuentra ubicado en las coordenadas 43°49′36″N 71°38′46″O / 43.82667, -71.64611. Según la Oficina del Censo de los Estados Unidos, Campton tiene una superficie total de 136.09 km², de la cual 134.29 km² corresponden a tierra firme y (1.33%) 1.81 km² es agua.

## Demografía
Según el censo de 2010, había 3.333 personas residiendo en Campton. La densidad de población era de 24,49 hab./km². De los 3.333 habitantes, Campton estaba compuesto por el 97.36% blancos, el 0.27% eran afroamericanos, el 0.24% eran amerindios, el 0.6% eran asiáticos, el 0% eran isleños del Pacífico, el 0.36% eran de otras razas y el 1.17% pertenecían a dos o más razas. Del total de la población el 0.93% eran hispanos o latinos de cualquier raza.